# (613619) 2006 UX184
2006 UX184, também escrito como 2006 UX184, é um corpo celeste que é classificado como um centauro, numa classificação estendida de centauros. Ele possui uma magnitude absoluta de 8,5 e tem um diâmetro estimado de cerca de 92 km.

## Descoberta
2006 UX184 foi descoberto no dia 22 de outubro de 2006.

## Órbita
A órbita de 2006 UX184 tem uma excentricidade de 0,461 e possui um semieixo maior de 37,873 UA. O seu periélio leva o mesmo a uma distância de 20,419 UA em relação ao Sol e seu afélio a 55,327 UA.